# Hans-Joachim Wolf

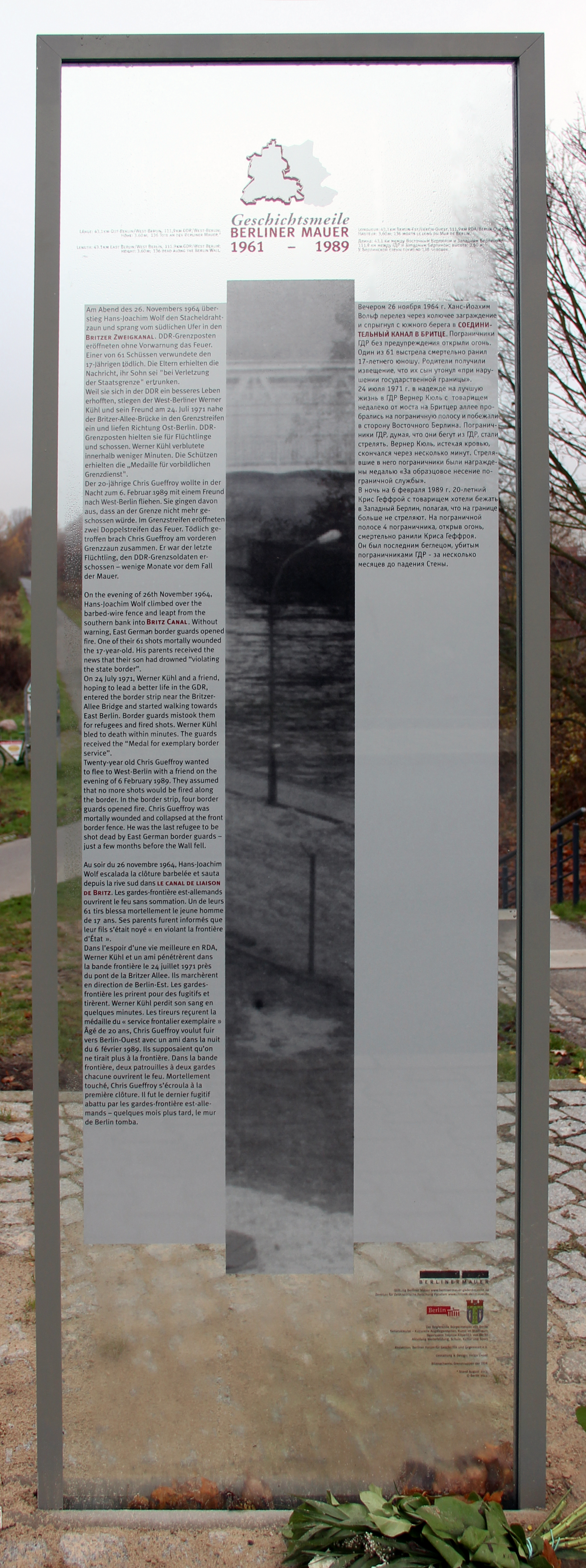
Gedenktafel, Chris-Gueffroy-Allee 20, in Berlin-Baumschulenweg

Hans-Joachim Wolf (* 8. August 1947 in Berlin; † 26. November 1964 ebenda) war ein Todesopfer an der Berliner Mauer. Angehörige der Grenztruppen der DDR erschossen ihn bei einem Fluchtversuch im Britzer Zweigkanal.

## Leben
Hans-Joachim Wolf wuchs in Berlin-Friedrichshain auf. Er schloss dort 1964 die Schule ab und begann ab September eine Lehre in Ost-Berlin. Seinem eigentlichen Wunsch, einer Lehre zum Funk- und Fernmeldetechniker, durfte er wegen fehlendem Engagement in den DDR-Jugendorganisationen nicht nachgehen. Am 9. Dezember 1963 versuchte er zum ersten Mal, in den Westen zu kommen. Als er in einem Zug am Bahnhof Friedrichstraße aufgegriffen wurde, gab er an, versehentlich in den falschen Zug eingestiegen zu sein. Dieser Versuch blieb für ihn ohne Folgen.
Anstatt zur Berufsschule zu gehen, begab er sich am 25. November 1964 in ein angemietetes Zimmer im Hotel Adlon. Er führte eine Aktentasche mit, in der er unter anderem ein Seil hatte. Vermutlich wollte er sich aus seinem Hotelzimmer in den Grenzbereich abseilen und die Grenze in der Höhe des Brandenburger Tors überwinden. Am nächsten Morgen verwarf er diesen Plan, fuhr zum Alexanderplatz und schloss seine Aktentasche dort ein. Anschließend fuhr er nach Berlin-Treptow. Gegen 18.30 Uhr überwand er einen 2,5 Meter hohen Stacheldrahtzaun und sprang in den Britzer Zweigkanal, um in den Westen zu schwimmen. Zwei Grenzer entdeckten ihn und begannen umgehend auf ihn zu schießen. Von den 61 abgeschossenen Projektilen traf ihn eines tödlich in den Oberkörper.
Die Schüsse waren in West-Berlin zu hören, so dass die West-Berliner Polizei den nahe gelegenen Grenzübergang an der Sonnenallee schloss. Die Zeitungen berichteten am nächsten Tag von einem unbekannten Toten. Nach der deutschen Wiedervereinigung erhob die Berliner Staatsanwaltschaft 1994 Anklage gegen die beiden Todesschützen. Der Prozess vor dem Landgericht Berlin endete im September 1996 für einen der beiden mit einer Bewährungsstrafe von 16 Monaten. Der zweite Todesschütze verstarb kurz vor Prozessende.